# Батлер, Пирс, 8-й граф Ормонд
Пирс Батлер, также известен как Красный Пирс из Полестауна (англ. Piers Butler, 8th Earl of Ormond, Red Piers of Polestown; 1467 — 26 августа 1539) — ирландский аристократ и пэр, 8-й граф Ормонд (1515—1528, 1538—1539) и 1-й граф Оссори (1528—1539).

## Семья
Сын сэра Джеймса Батлера (1438—1487), лорда-депутата Ирландии, и Саб Каван, принцессы Лейнстерской, дочери Донала Рейга Кавана МакМурроу, короля Лейнстера (1396—1476). Он был женат на леди Маргарет Фицджеральд, дочери Джеральда Фицджеральда, 8-го графа Килдэра, от брака с которой у него было девять детей (три сына и шесть дочерей).

## Претензии на графский титул
Во время длительного отсутствия в Ирландии Томаса Батлера, 7-го графа Ормонда, сэр Джеймс Батлер, отец Пирса, заявил о своих претензиях на титулы и владения графа Ормонда. В августе 1515 года Томас Батлер, 7-й граф Ормонд, скончался в Англии, не оставив наследников мужского пола. 20 марта 1489 года король Англии Генрих VII Тюдор назначил Пирса Батлера высшим шерифом графства Килкенни. К сентябрю 1497 года Пирс Батлер был пожалован в рыцари. в следующем году (1498) он захватил замок Килкенни, главную резиденцию графов Ормонд. 28 февраля 1498 года он получил помилование за преступления, совершенные в Ирландии, в том числе за убийство Джеймса Ормонда, наследника и племянника 7-го графа Ормонда. Пирс Батлер также занимал пост сенешаля графства Типперэри с 21 июня 1505 года, сменив на этом посту своего дальнего родственника, Джеймса Батлера, 9-го барона Данбойна.
В 1515 году после смерти Томаса Батлера, 7-го графа Ормонда, сэр Пирс Батлер стал 8-м графом Ормондом. 6 марта 1522 года король Генрих VIII Тюдор назначил его главным правителем Ирландии в должности лорда-депутата. В 1524 году Пирс Батлер получил должность лорда-казначея Ирландии.

## Потеря титула
Одним из претендентов на титул графа Ормонда был Томас Болейн, матерью которого была Маргарет Батлер (1465—1537), дочь Томаса Батлера, 7-го графа Ормонда. Сэр Томас Болейн был отцом Анны Болейн, вначале любовницы, а затем второй жены короля Генриха VIII. Король Англии решил пожаловать титулы графа Ормонда и Уилтшира своему будущему тестю, сэру Томасу Болейну. 18 февраля 1528 года под давлением короля Пирс Батлер вынужден был отказаться от титула графа Ормонда. При поддержке канцлера, кардинала Томаса Уолси, 23 февраля того же 1528 года Пирс Батлер был возведен в титул графа Оссори.

## Восстановление титула
22 февраля 1538 года Пирсу Батлеру были возвращены титул и владения графа Ормонда. 26 августа 1539 года Пирс Батлер, 8-й граф Ормонд и 1-й граф Оссори, скончался. Он был похоронен в соборе Святого Каниса в Килкенни.

## Брак и дети
В 1485 году Пирс Батлер женился на леди Маргарет Фицджеральд (ок. 1473 — 9 августа 1542), дочери Джеральда Фицджеральда, 8-го графа Килдэра (1456—1513), и Элисон Фицэсташ (ум. 1495). Брак был политическим, устроенным с целью прекращения вражды между двумя графскими семьями. В первые годы их брака Маргарет и её муж пребывали в состоянии бедности из-за Джеймса Батлера, племянника и наследника 7-го графа Ормонда, который проживал в Англии . Пирс Батлер отмстил и умертвил Джеймса Батлера в 1497 году. 22 февраля 1498 года он получил от короля Англии помилование за свои преступления.
У супругов было три сына и шесть дочерей:
- Джеймс Батлер, 9-й граф Ормонд (1496 — 13 декабря 1546), который также называют под прозвищем «Хромой». Он был женат на леди Джоан Фицджеральд, дочери и наследнице Джеймса Фицджеральда, 10-го графа Десмонда
- Ричард Батлер, 1-й виконт Маунтгаррет (1500 — 20 мая 1571), женат на своей двоюродной сестре Элеоноре Батлер, дочери своего дяди Теобальда Батлера из Полстауна
- Томас Батлер (погиб в 1532 году), был убит Дермотом Мак Шейном МакГиллаПатриком из Верхней Оссори. У него была одна дочь Маргарет, 1-й муж — Рори О’Мур из графства Лиишь, 2-й муж — сэр Морис Фицджеральд из Лякаха
- Маргарет Батлер, 1-й муж — Ричард Мор де Бург, 2-й муж — Барнаби Фицпатрик, 1-й барон Верхней Оссори (ок. 1485—1575), 3-й муж Томас Фицджеральд, второй сын Мориса Фицджеральда, 9-го графа Десмонда[5]
- Кэтрин Батлер (1506—1552/1553), жена Ричарда, лорда Ле Поэра
- Джоан Батлер (ум. 1528), жена Джеймса Батлера, 10-го барона Данбойна (ум. 1538)
- Эллис Батлер (1481—1530), 1-й муж — МакМурроу, 2-й муж с 1503 года Джеральд Фицджеральд, 3-й лорд Дециес[англ.] (1482—1533), внук 6-го графа Десмонда
- Элеонор Батлер, жена Томаса Батлера, 1-го барона Кэйра[англ.] (ум. 1558)
- Хелен Батлер (1523—1597), муж — Донхад О’Брайен, 1-й граф Томонд (ум. 1553), сын Коннора О’Брайена, принца Томонда, и Аннабель де Берк.

Также у Пирса Батлера был незаконнорожденный сын, Эдмунд Батлер (ум. 1551), который стал архиепископом Кашела.